# 优时比
优时比（自1961年起更名为优时比股份公司，UCB S.A.）是一家制药公司，成立于 1928 年，总部位于比利时布鲁塞尔。 它专注于中枢神经系统（CNS）、呼吸、内科和免疫系统疾病药物的研究、开发和商业化。
化工业务于 2002年 分离并出售给氰特化工。